# Rechnen mit Worten und Wahrnehmungen
Das Rechnen mit Worten und Wahrnehmungen (engl. Computing with Words and Perceptions) ist ein Konzept der Fuzzylogik.
Dabei sind die Objekte der Informationsverarbeitung Worte, Wahrnehmungen und natürlich-sprachigen Aussagen. Ein zentrales Thema dieser Art des Rechnens ist das Konzept einer verallgemeinerten Nebenbedingung, wie hier die Bedeutung eines Satzes ausgedrückt wird.
Das Rechnen mit Worten und Wahrnehmungen ist ein nützliches Verfahren, wenn  verfügbaren Informationen auf Wahrnehmungen basieren respektive nicht präzise genug sind, um mit exakten Zahlen zu arbeiten.

## Referenzen
- L. A. Zadeh, “Fuzzy logic = computing with words,” IEEE Trans. on Fuzzy Systems, vol. 4, pp. 103-111, 1996.
- L. A. Zadeh, Computing with Words: Principal Concepts and Ideas, Springer Berlin, Heidelberg, 2012, ISBN 978-3-642-27472-5.